# Lijst van nummer 1-hits in de UK Singles Chart in 1994
Deze hits stonden in 1994 op nummer 1 in de UK Singles Chart:
| Datum        | Artiest                                        | Titel                                |
| ------------ | ---------------------------------------------- | ------------------------------------ |
| 1 januari    | Mr. Blobby                                     | Mr. Blobby                           |
| 8 januari    | Chaka Demus & Pliers & Jack Radics & Taxi Gang | Twist and shout                      |
| 15 januari   | Chaka Demus & Pliers & Jack Radics & Taxi Gang | Twist and shout                      |
| 22 januari   | D:Ream                                         | Things can only get better           |
| 29 januari   | D:Ream                                         | Things can only get better           |
| 5 februari   | D:Ream                                         | Things can only get better           |
| 12 februari  | D:Ream                                         | Things can only get better           |
| 19 februari  | Mariah Carey                                   | Without you                          |
| 26 februari  | Mariah Carey                                   | Without you                          |
| 5 maart      | Mariah Carey                                   | Without you                          |
| 12 maart     | Mariah Carey                                   | Without you                          |
| 19 maart     | Doop                                           | Doop                                 |
| 26 maart     | Doop                                           | Doop                                 |
| 2 april      | Doop                                           | Doop                                 |
| 9 april      | Take That                                      | Everything changes                   |
| 16 april     | Take That                                      | Everything changes                   |
| 23 april     | O(+>                                           | The Most Beautiful Girl in the World |
| 30 april     | O(+>                                           | The most beautiful girl in the world |
| 7 mei        | Tony Di Bart                                   | The real thing                       |
| 14 mei       | Stiltskin                                      | Inside                               |
| 21 mei       | Manchester United Football Club                | Come on you reds                     |
| 28 mei       | Manchester United Football Club                | Come on you reds                     |
| 4 juni       | Wet Wet Wet                                    | Love is all around                   |
| 11 juni      | Wet Wet Wet                                    | Love is all around                   |
| 18 juni      | Wet Wet Wet                                    | Love is all around                   |
| 25 juni      | Wet Wet Wet                                    | Love is all around                   |
| 2 juli       | Wet Wet Wet                                    | Love is all around                   |
| 9 juli       | Wet Wet Wet                                    | Love is all around                   |
| 16 juli      | Wet Wet Wet                                    | Love is all around                   |
| 23 juli      | Wet Wet Wet                                    | Love is all around                   |
| 30 juli      | Wet Wet Wet                                    | Love is all around                   |
| 6 augustus   | Wet Wet Wet                                    | Love is all around                   |
| 13 augustus  | Wet Wet Wet                                    | Love is all around                   |
| 20 augustus  | Wet Wet Wet                                    | Love is all around                   |
| 27 augustus  | Wet Wet Wet                                    | Love is all around                   |
| 3 september  | Wet Wet Wet                                    | Love is all around                   |
| 10 september | Wet Wet Wet                                    | Love is all around                   |
| 17 september | Whigfield                                      | Saturday night                       |
| 24 september | Whigfield                                      | Saturday night                       |
| 1 oktober    | Whigfield                                      | Saturday night                       |
| 8 oktober    | Whigfield                                      | Saturday night                       |
| 15 oktober   | Take That                                      | Sure                                 |
| 22 oktober   | Take That                                      | Sure                                 |
| 29 oktober   | Pato Banton                                    | Baby come back                       |
| 5 november   | Pato Banton                                    | Baby come back                       |
| 12 november  | Pato Banton                                    | Baby come back                       |
| 19 november  | Pato Banton                                    | Baby come back                       |
| 26 november  | Baby D.                                        | Let me be your fantasy               |
| 3 december   | Baby D.                                        | Let me be your fantasy               |
| 10 december  | East 17                                        | Stay another day                     |
| 17 december  | East 17                                        | Stay another day                     |
| 24 december  | East 17                                        | Stay another day                     |
| 31 december  | East 17                                        | Stay another day                     |

1952 ·
1953 ·
1954 ·
1955 ·
1956 ·
1957 ·
1958 ·
1959 ·
1960 ·
1961 ·
1962 ·
1963 ·
1964 ·
1965 ·
1966 ·
1967 ·
1968 ·
1969 ·
1970 ·
1971 ·
1972 ·
1973 ·
1974 ·
1975 ·
1976 ·
1977 ·
1978 ·
1979 ·
1980 ·
1981 ·
1982 ·
1983 ·
1984 ·
1985 ·
1986 ·
1987 ·
1988 ·
1989 ·
1990 ·
1991 ·
1992 ·
1993 ·
1994 ·
1995 ·
1996 ·
1997 ·
1998 ·
1999 ·
2000 ·
2001 ·
2002 ·
2003 ·
2004 ·
2005 ·
2006 ·
2007 ·
2008 ·
2009 ·
2010 ·
2011 ·
2012 ·
2013 ·
2014 ·
2015 ·
2016 ·
2017 ·
2018 ·
2019 ·
2020 ·
2021
- Nederland (Top 40)
- Nederland (Single Top 100)
- Vlaanderen (Radio 2 Top 30)
- Australië
- Denemarken
- Duitsland
- Frankrijk
- Italië
- Noorwegen
- Verenigd Koninkrijk
- Verenigde Staten (Hot 100)